# Max Fueter
Max Fueter (ausgesprochen [fuətər]; * 6. März 1898 in Konolfingen; † 29. September 1983 in Bern) war ein Schweizer Bildhauer, Zeichner und Aquarellist.

## Leben
Im Jahr 1917 absolvierte Fueter die Maturität am Literargymnasium Bern und trat 1918 in die Gewerbeschule ein. Nach Besuch der Gewerbeschule in Bern liess sich Fueter bei Ernst Linck und Victor Surbek im Figurenzeichnen unterrichten. An der Universität bildete er sich in Philosophie, Kunstgeschichte und Psychologie weiter. Zwischen 1926 und 1930 folgten Aufenthalte in Berlin und Rom.
1932 wurde Fueter von Victor Surbek im Gruppenbild Tafelrunde porträtiert, das Aufschluss über seine Künstlerfreundschaften gibt. Es sind dies die Maler Herold Howald, Paul Zehnder, Max Böhlen, der Kunsthistoriker Wilhelm Stein und Victor Surbek selbst.

## Werke

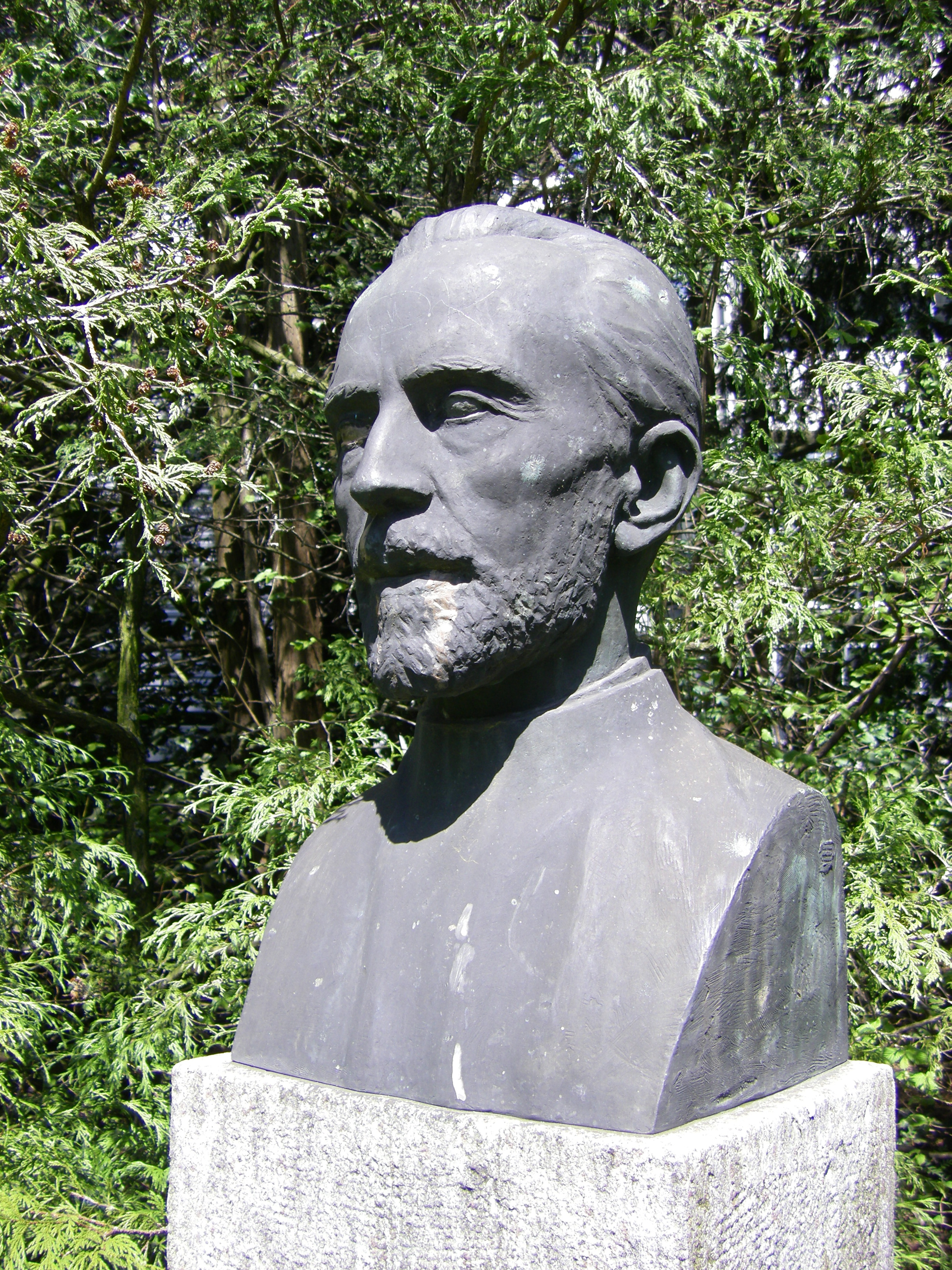
Büste von Emil Theodor Kocher im Kocherpark, 1944 von Max Fueter geschaffen.

- Der Flötenspieler (1938), Brunnen beim Konservatorium Bern in der Rathausgasse, ehemals Metzgergasse, errichtet 1940 unter dem Laubenbogen der hinteren Fassade des Konservatoriums. Die Stadt Bern hatte für den Brunnen 1938 einen Wettbewerb ausgeschrieben, den Max Fueter mit seinem Entwurf gewann. Der Flötenspieler wurde von Mario Pastori in Genf gegossen.
- Büste von Emil Theodor Kocher (1944), Kocherpark, Bern
- Rathaushofbrunnen im Innenhof des Berner Rathauses (1942)
- Grossformatige Bronzeplastik Pan an der Aare in Bern (1943)
- Taufstein in der Reformierten Kirche Wabern (1948)
- Abendmahltisch und der mit Reliefs geschmückter Taufstein in der Kirche Gümligen (um 1953)
- Büste von Edmund Schulthess in Brugg (1960)
- Der Sämann in Zollikofen (1963)
- Lebensbrunnen auf der grossen Schanze vor der Universität Bern (1972)

## Nachweise
1. ↑  Hans Bickel, Christoph Landolt: Duden. Schweizerhochdeutsch. Wörterbuch der Standardsprache in der deutschen Schweiz. Hrsg. vom Schweizerischen Verein für die deutsche Sprache. Dudenverlag, Mannheim/Zürich 2012, S. 88.

| Personendaten    | Personendaten       |
| ---------------- | ------------------- |
| NAME             | Fueter, Max         |
| KURZBESCHREIBUNG | Schweizer Bildhauer |
| GEBURTSDATUM     | 6. März 1898        |
| GEBURTSORT       | Konolfingen         |
| STERBEDATUM      | 29. September 1983  |
| STERBEORT        | Bern                |